# Gladiolus blommesteinii
Gladiolus blommesteinii är en irisväxtart som beskrevs av Harriet Margaret Louisa Bolus. Gladiolus blommesteinii ingår i släktet sabelliljor, och familjen irisväxter. Inga underarter finns listade i Catalogue of Life.